# Lista de episódios de Mayans M.C.
Mayans M.C., um spin-off da série de televisão Sons of Anarchy na qual ocorre dois anos e meio após os eventos da série principal e está situado a centenas de quilômetros de distância, na cidade fictícia de Santo Padre, na fronteira da Califórnia. A série foi concluída em 19 de julho de 2023, após 50 episódios transmitidos ao longo de cinco temporadas.
A série enfoca as lutas de Ezekiel "EZ" Reyes, um prospect na filial dos Mayans M.C. com base na fronteira Estados Unidos-México.

## Resumo
| Temporada | Temporada | Episódios | Episódios | Originalmente exibido | Originalmente exibido | Audiência (em milhões) |
| Temporada | Temporada | Episódios | Episódios | Estreia da temporada  | Final da temporada    | Audiência (em milhões) |
| --------- | --------- | --------- | --------- | --------------------- | --------------------- | ---------------------- |
|           | 1         | 10        | 10        | 4 de setembro de 2018 | 6 de novembro de 2018 | 1.60                   |
|           | 2         | 10        | 10        | 3 de setembro de 2019 | 5 de novembro de 2019 | 1.07                   |
|           | 3         | 10        | 10        | 16 de março de 2021   | 11 de maio de 2021    | 0.75                   |
|           | 4         | 10        | 10        | 19 de abril de 2022   | 14 de junho de 2022   | 0.61                   |
|           | 5         | 10        | 10        | 24 de maio de 2023    | 19 de julho de 2023   | 0.47                   |

## Episódios

### 1ª temporada (2018)
| N.º na série | N.º na temp. | Título                                          | Dirigido por          | Escrito por                    | Exibição original      | Cód. de produção | Audiência (milhões) |
| ------------ | ------------ | ----------------------------------------------- | --------------------- | ------------------------------ | ---------------------- | ---------------- | ------------------- |
| 1            | 1            | "Perro/Oc" "(Cachorro/Oc)" (BR)                 | Norberto Barba        | Kurt Sutter & Elgin James      | 4 de setembro de 2018  | 1WBD78           | 2.53                |
| 2            | 2            | "Escorpión/Dzec" "(Escorpião/Dzec)" (BR)        | Norberto Barba        | Kurt Sutter                    | 11 de setembro de 2018 | 1WBD02           | 2.01                |
| 3            | 3            | "Búho/Muwan" "(Coruja/Muwan)" (BR)              | Guy Ferland           | Sean Tretta & Andrea Ciannavei | 18 de setembro de 2018 | 1WBD03           | 2.10                |
| 4            | 4            | "Murciélago/Zotz" "(Morcego/Zotz)" (BR)         | Hanelle Culpepper     | Kurt Sutter & Santa Sierra     | 25 de setembro de 2018 | 1WBD04           | 1.53                |
| 5            | 5            | "Uch/Opossum" "(Gambá/Opossum)" (BR)            | Batán Silva           | Bryan Gracia                   | 2 de outubro de 2018   | 1WBD05           | 1.39                |
| 6            | 6            | "Gato/Mis"                                      | Félix Enríquez Alcalá | Debra Moore Muñoz              | 9 de outubro de 2018   | 1WBD06           | 1.35                |
| 7            | 7            | "Cucaracha/K'uruch" "(Barata/K’uruch)" (BR)     | Rachel Goldberg       | Elgin James                    | 16 de outubro de 2018  | 1WBD07           | 1.29                |
| 8            | 8            | "Rata/Ch'o" "(Rato/Ch’o)" (BR)                  | Peter Weller          | Andrea Ciannavei & Kurt Sutter | 23 de outubro de 2018  | 1WBD08           | 1.22                |
| 9            | 9            | "Serpiente/Chikchan" "(Serpente/Chikchan)" (BR) | Norberto Barba        | Sean Tretta & Kurt Sutter      | 30 de outubro de 2018  | 1WBD09           | 1.23                |
| 10           | 10           | "Cuervo/Tz'ikb'uul" "(Corvo/Tz’ikb’uul)" (BR)   | Elgin James           | Kurt Sutter                    | 6 de novembro de 2018  | 1WBD10           | 1.31                |

### 2ª temporada (2019)
| N.º na série | N.º na temp. | Título       | Dirigido por            | Escrito por                    | Exibição original      | Cód. de produção | Audiência (milhões) |
| ------------ | ------------ | ------------ | ----------------------- | ------------------------------ | ---------------------- | ---------------- | ------------------- |
| 11           | 1            | "Xbalanque"  | Kevin Dowling           | Kurt Sutter                    | 3 de setembro de 2019  | 2WBD01           | 1.39                |
| 12           | 2            | "Xaman-Ek"   | Sebastian "Batán" Silva | Sean Tretta & Andrea Ciannavei | 10 de setembro de 2019 | 2WBD02           | 1.06                |
| 13           | 3            | "Camazotz"   | Guy Ferland             | Elgin James & Jenny Lynn       | 17 de setembro de 2019 | 2WBD03           | 1.12                |
| 14           | 4            | "Lahun Chan" | Rebecca Rodriguez       | Bryan Gracia                   | 24 de setembro de 2019 | 2WBD04           | 1.04                |
| 15           | 5            | "Xquic"      | Rachel Goldberg         | Debra Moore Munoz              | 1 de outubro de 2019   | 2WBD05           | 1.00                |
| 16           | 6            | "Muluc"      | Guy Ferland             | Andrea Ciannavei               | 8 de outubro de 2019   | 2WBD06           | 1.03                |
| 17           | 7            | "Tohil"      | Peter Weller            | Jenny Lynn                     | 15 de outubro de 2019  | 2WBD07           | 1.10                |
| 18           | 8            | "Kukulkan"   | Allison Anders          | Sean Tretta                    | 22 de outubro de 2019  | 2WBD08           | 1.01                |
| 19           | 9            | "Itzam-Ye"   | Kevin Dowling           | Kurt Sutter & Elgin James      | 29 de outubro de 2019  | 2WBD09           | 1.05                |
| 20           | 10           | "Hunahpu"    | Elgin James             | Kurt Sutter                    | 5 de novembro de 2019  | 2WBD10           | 0.95                |

### 3ª temporada (2021)
| N.º na série | N.º na temp. | Título                                                                                      | Dirigido por           | Escrito por                     | Exibição original   | Cód. de produção | Audiência (milhões) |
| ------------ | ------------ | ------------------------------------------------------------------------------------------- | ---------------------- | ------------------------------- | ------------------- | ---------------- | ------------------- |
| 21           | 1            | "Pap Struggles with the Death Angel" "(Crise no Clube)" (BR)                                | Michael Dinner         | Elgin James                     | 16 de março de 2021 | 3WBD01           | 0.84                |
| 22           | 2            | "The Orneriness of Kings" "(A Irritabilidade dos Reis)" (BR)                                | Michael Dinner         | Sean Tretta                     | 16 de março de 2021 | 3WBD02           | 0.54                |
| 23           | 3            | "Overreaching Don't Pay" "(Não Adianta Passar dos Limites)" (BR)                            | Rachel Goldberg        | Andrea Ciannavei & Jenny Lynn   | 23 de março de 2021 | 3WBD03           | 0.84                |
| 24           | 4            | "Our Gang's Dark Oath" "(O Juramento Sombrio da Nossa Gangue)" (BR)                         | Brett Dos Santos       | Bryan Gracia & Sara Price       | 30 de março de 2021 | 3WBD04           | 0.71                |
| 25           | 5            | "Dark, Deep-Laid Plans" "(Planos Sombrios e Profundos)" (BR)                                | Elgin James            | Debra Moore Muñoz               | 6 de abril de 2021  | 3WBD05           | 0.61                |
| 26           | 6            | "You Can't Pray a Lie" "(Você Não Pode Rezar Sem o Coração)" (BR)                           | Elgin James            | Andrea Ciannavei                | 13 de abril de 2021 | 3WBD06           | 0.73                |
| 27           | 7            | "What Comes of Handlin' Snakeskin" "(O Que Surge do Manuseio de Pele de Cobra)" (BR)        | Elgin James            | Bryan Gracia                    | 20 de abril de 2021 | 3WBD07           | 0.87                |
| 28           | 8            | "A Mixed-up and Splendid Rescue" "(Um Confuso e Esplêndido Resgate)" (BR)                   | Alonso Alvarez-Barreda | Jenny Lynn                      | 27 de abril de 2021 | 3WBD08           | 0.79                |
| 29           | 9            | "The House of Death Floats By" "(A Casa da Morte Flutua)" (BR)                              | Elgin James            | Sean Tretta                     | 4 de maio de 2021   | 3WBD09           | 0.78                |
| 30           | 10           | "Chapter the Last, Nothing More to Write" "(Último Capítulo, Nada Mais Para Escrever)" (BR) | Elgin James            | Elgin James & Debra Moore Muñoz | 11 de maio de 2021  | 3WBD10           | 0.81                |

### 4ª temporada (2022)
| N.º na série | N.º na temp. | Título                                                                                               | Dirigido por     | Escrito por                        | Exibição original   | Cód. de produção | Audiência (milhões) |
| ------------ | ------------ | --- | ---------------- | ---------------------------------- | ------------------- | ---------------- | ------------------- |
| 31           | 1            | "Cleansing of the Temple" "(Purificação do Templo)" (BR)                                             | Elgin James      | Elgin James                        | 19 de abril de 2022 | 4WBD01           | 0.68                |
| 32           | 2            | "Hymn Among Ruins" "(Hino entre As Ruínas)" (BR)                                                     | Elgin James      | Debra Moore Muñoz                  | 19 de abril de 2022 | 4WBD02           | 0.56                |
| 33           | 3            | "Self Portrait in a Blue Bathroom" "(Autorretrato em um Banheiro Azul)" (BR)                         | Brett Dos Santos | Gerald Cuesta                      | 26 de abril de 2022 | 4WBD03           | 0.51                |
| 34           | 4            | "A Crow Flew By" "(Um Corvo Passou)" (BR)                                                            | Michael D. Olmos | Sara Price                         | 3 de maio de 2022   | 4WBD04           | 0.54                |
| 35           | 5            | "Death of the Virgin" "(A Morte da Virgem)" (BR)                                                     | Elgin James      | Sean Clayton Varela                | 10 de maio de 2022  | 4WBD05           | 0.52                |
| 36           | 6            | "When I Die, I Want Your Hands on my Eyes" "(Quando Eu Morrer, Quero Suas Mãos Nos Meus Olhos)" (BR) | Melissa Hickey   | Elba Román-Morales                 | 17 de maio de 2022  | 4WBD06           | 0.60                |
| 37           | 7            | "Dialogue with the Mirror" "(Diálogo com o Espelho)" (BR)                                            | Elgin James      | Debra Moore Muñoz & Richard Cabral | 24 de maio de 2022  | 4WBD07           | 0.63                |
| 38           | 8            | "The Righteous Wrath of an Honorable Man" "(A Ira Justa de um Homem Honrado)" (BR)                   | Danny Pino       | Debra Moore Muñoz                  | 31 de maio de 2022  | 4WBD08           | 0.64                |
| 39           | 9            | "The Calling of Saint Matthew" "(O Chamado de São Mateus)" (BR)                                      | Brett Dos Santos | Gerald Cuesta & Sara Price         | 7 de junho de 2022  | 4WBD09           | 0.77                |
| 40           | 10           | "When the Breakdown Hit at Midnight" "(Quando o Colapso Chega à Meia-Noite)" (BR)                    | Elgin James      | Elgin James & Sean Varela          | 14 de junho de 2022 | 4WBD10           | 0.62                |

### 5ª temporada (2023)
| N.º na série | N.º na temp. | Título | Dirigido por     | Escrito por                  | Exibição original   | Cód. de produção | Audiência (milhões) |
| ------------ | ------------ | --- | ---------------- | ---------------------------- | ------------------- | ---------------- | ------------------- |
| 41           | 1            | "I Hear the Train A-Comin" "(Ouço o Trem Chegando)" (BR)                                                                            | Elgin James      | Elgin James                  | 24 de maio de 2023  | 5WBD01           | 0.56                |
| 42           | 2            | "Lord Help My Poor Soul" "(Senhor, Ajude Minha Pobre Alma)" (BR)                                                                    | Brett Dos Santos | Jenny Lynn                   | 24 de maio de 2023  | 5WBD02           | 0.41                |
| 43           | 3            | "Do You Hear the Rain" "(Está Ouvindo a Chuva?)" (BR)                                                                               | Danny Pino       | Vivian Tse                   | 31 de maio de 2023  | 5WBD03           | 0.40                |
| 44           | 4            | "I See the Black Light" "(Vejo a Luz Negra)" (BR)                                                                                   | J. D. Pardo      | Meredith Danluck             | 7 de junho de 2023  | 5WBD04           | 0.40                |
| 45           | 5            | "I Want Nothing but Death" "(Não Quero Nada Além de Morte)" (BR)                                                                    | Elgin James      | Sean Varela                  | 14 de junho de 2023 | 5WBD05           | 0.42                |
| 46           | 6            | "My Eyes Filled and Then Closed on the Last of Childhood Tears" "(Meus Olhos se Encheram com as Últimas Lágrimas da Infância)" (BR) | Allison Anders   | Miriam Hernandez             | 21 de junho de 2023 | 5WBD06           | 0.45                |
| 47           | 7            | "To Fear of Death, I Eat the Stars" "(Com Medo da Morte, Eu Como as Estrelas)" (BR)                                                 | Elgin James      | Vivian Tse                   | 28 de junho de 2023 | 5WBD07           | 0.49                |
| 48           | 8            | "Her Blacks Crackle and Drag" "(Estala e Arrasta)" (BR)                                                                             | Brett Dos Santos | Sean Varela & Vincent Vargas | 5 de julho de 2023  | 5WBD08           | 0.53                |
| 49           | 9            | "I Must Go in Now For the Fog is Rising" "(Devo Entrar Agora, Pois o Nevoeiro Está Subindo)" (BR)                                   | Elgin James      | Jenny Lynn                   | 12 de julho de 2023 | 5WBD09           | 0.52                |
| 50           | 10           | "Slow to Bleed Fair Son" "(Lento para Sangrar)" (BR)                                                                                | Elgin James      | Elgin James & Sean Varela    | 19 de julho de 2023 | 5WBD10           | 0.49                |

## Audiência
A estreia da série em 4 de setembro de 2018 obteve a maior audiência na história da série. O episódio foi assistido por 2,53 milhões de telespectadores.
| Temporada | Temporada | Ep. 1 | Ep. 2 | Ep. 3 | Ep. 4 | Ep. 5 | Ep. 6 | Ep. 7 | Ep. 8 | Ep. 9 | Ep. 10 | Audiência |
| --------- | --------- | ----- | ----- | ----- | ----- | ----- | ----- | ----- | ----- | ----- | ------ | --------- |
|           | 1         | 2.53  | 2.01  | 2.10  | 1.53  | 1.39  | 1.35  | 1.29  | 1.22  | 1.23  | 1.31   | 1.60      |
|           | 2         | 1.39  | 1.06  | 1.12  | 1.04  | 1.00  | 1.03  | 1.10  | 1.01  | 1.05  | 0.95   | 1.07      |
|           | 3         | 0.84  | 0.54  | 0.84  | 0.71  | 0.61  | 0.73  | 0.87  | 0.79  | 0.78  | 0.81   | 0.75      |
|           | 4         | 0.68  | 0.56  | 0.51  | 0.54  | 0.52  | 0.60  | 0.63  | 0.64  | 0.77  | 0.62   | 0.61      |
|           | 5         | 0.56  | 0.41  | 0.40  | 0.40  | 0.42  | 0.45  | 0.49  | 0.53  | 0.52  | 0.49   | 0.47      |